# Simon the Sorcerer

Simon the Sorcerer est une série de jeux d'aventure en pointer-et-cliquer créé par Adventure Soft qui a commencé en 1993 avec le titre éponyme. Elle compte aujourd'hui quatre épisodes. La série suit les aventures d'un jeune héros dans un univers fantasy comique.
Les deux premiers épisodes sont souvent comparés à la série des Monkey Island pour leur style graphique et leur humour, ainsi qu'a l'univers du Disque-monde de Terry Pratchett et ses jeux dérivés. Ces deux titres sont supportés par l'émulateur ScummVM.

## Épisodes
- Simon the Sorcerer, sorti en 1993 sur Amiga (OCS/ECS et AGA), Acorn Archimedes, DOS, Amiga CD32, en 2009 sur iPhone/iPod Touch/iPad et en 2013 sur Android.
- Simon the Sorcerer II: The Lion, the Wizard and the Wardrobe, sorti en 1995 sur Microsoft Windows, DOS, Amiga et Macintosh, en 2009 sur iPhone/iPod Touch/iPad et en 2014 sur Android.
- Simon the Sorcerer 3D se passe du jeu d'aventure classique pour un style en 3D avec une vue subjective et plus d'action. Le jeu prit du retard dans son développement et sortit avec des graphismes démodés pour l'époque.
- Simon le sorcier 4 : En proie au chaos (Simon the Sorcerer 4: Chaos Happens) développé par Silver Style Entertainment. Le jeu reprend le gameplay des jeux d'aventure pointer et cliquer, avec des personnages en 3D sur des décors pré-calculés.
- Simon the Sorcerer: Who'd Even Want Contact?! développé par Silver Style Entertainment.

## Jeux dérivés
- Simon the Sorcerer's Puzzle Pack, un jeu vidéo de réflexion sorti en 1998 sur PC.
- Simon the Sorcerer's Pinball, un jeu vidéo de flipper sorti en 1998 sur PC.